# Cultura de Baden
La cultura de Baden, entre 3600 aC i 2800 aC, és una cultura arqueològica de l'edat del bronze trobada a Europa central, que ocupa una àrea notablement coincident amb l'Imperi Austrohongarès menys les àrees de l'Adriàtic. S'ha dit que era part un gran complex arqueològic que abastava cultures de la boca del Danubi, de la riba oriental del mar Negre, de l'Hel·lespont i de Troia.
Va ser gairebé contemporània de la cultura de la ceràmica cordada i de la cultura de l'àmfora globular.
Es coneixen quatre dels seus poblats fortificats, i n'és el més famós el de Vucedol. És també una de les àrees on hi ha constància de vehicles amb rodes d'Europa central. Les pràctiques funeràries no són inconsistents amb les trobades en l'estepa, amb una clara influència oriental.
L'economia era mixta. L'agricultura a gran escala va estar present, juntament amb la cria de porcs, cabres, etc.
Segons la hipòtesi del kurgan, exposada per Marija Gimbutas, la cultura Baden sembla indoeuropeïtzada. Per als que propugnen la vella teoria que busca la llar dels indoeuropeus a l'Europa central, a l'àrea ocupada per la precedent cultura Funnelbeaker, aquesta és considerada similar a la indoeuropeïtzada.
La identitat ètnica i lingüística del poble associat amb aquesta cultura és impossible d'esbrinar. No obstant això, és temptador col·locar-la entre la itàlica i la cèltica, almenys en el gran plat de barreges europees en les planes d'Hongria.